# 10925 Ventoux
10925 Ventoux eller 1998 BK30 är en asteroid i huvudbältet som upptäcktes den 28 januari 1998 av den franske matematikern och amatörastronomen Pierre Antonini på Mont Ventoux. Den är uppkallad efter berget Mont Ventoux i Frankrike.
Asteroiden har en diameter på ungefär 5 kilometer.